# هايدو (مقاطعة بوينس آيرس)
هايدو (بالإسبانية: Haedo, Buenos Aires Province)‏ هي منطقة سكنية تقع في الأرجنتين في Morón Partido. يقدر عدد سكانها بـ 38,068 نسمة وترتفع عن سطح البحر 27 متر.

## أعلام
- إزيكييل أندرولي
- ماتياس جيوردانو
- غوستافو ألفاريز
- قايدو ميلان
- بابلو باريز
- أتيليو ديماريا